# Leucanopsis aurata
Leucanopsis aurata är en fjärilsart som beskrevs av Jones 1908. Leucanopsis aurata ingår i släktet Leucanopsis och familjen björnspinnare. Inga underarter finns listade i Catalogue of Life.